# Danfi-Nuni
Danfi-Nuni est un village du département et la commune rurale de Niabouri, situé dans la province de la Sissili et la région du Centre-Ouest au Burkina Faso.

## Géographie

### Démographie
- En 2003, le village comptait 732 habitants estimés[2].
- En 2006, le village comptait 834 habitants recensés[1].
- En 2012, le village de Lantiaro a été détaché de celui de Danfi-Nuni, mais sa population n'a pas été estimée[3].